# Acronicta fixseni
Acronicta fixseni là một loài bướm đêm trong họ Noctuidae.